# Paraplatoides
Genre
Paraplatoides est un genre d'araignées aranéomorphes de la famille des Salticidae.

## Distribution
Les espèces de ce genre se rencontrent en Australie et en Nouvelle-Calédonie.

## Liste des espèces
Selon World Spider Catalog (version 18.0, 02/05/2017) :
- Paraplatoides caledonicus (Berland, 1932)
- Paraplatoides christopheri Żabka, 1992
- Paraplatoides darwini Waldock, 2009
- Paraplatoides hirsti Żabka, 1992
- Paraplatoides longulus Żabka, 1992
- Paraplatoides niger Żabka, 1992
- Paraplatoides tenerrimus (L. Koch, 1879)

## Publication originale
- Żabka, 1992 : Salticidae (Arachnida: Araneae) from Oriental, Australian and Pacific regions, VII. Paraplatoides and Grayenulla - new genera from Australia and New Caledonia. Records of the Australian Museum, vol. 44, no 2, p. 165-183 (texte intégral).